# Ángel Rodríguez y Herrero
Ángel Rodríguez y Herrero (Villada, 1902 - Bilbao, 1990) fue un historiador español, miembro de la Real Sociedad Bascongada de Amigos del País y galardonado con la Medalla de Plata de Vizcaya.
Séptimo de los once hijos de Joaquín Rodríguez de Benavente y Dominica Herrero de Rodríguez , ingresó en 1919 en el cuerpo de funcionarios adscritos al Archivo y Biblioteca de la Diputación de Vizcaya, que dirigiría hasta su jubilación en 1972. Se casó en 1919 con Encarnación Abraldes y Álvarez con la que tuvo cuatro hijos: Ángel, Encarnación, Joaquín Antonio y Rosa María . En 1937 en el plena Guerra Civil Española, El dictador   Francisco Franco le cedió un viñedo a las afueras de Bilbao para el y su familia a cambio de que alguno de sus hijos varones sirviera en las filas franquistas así fue como su hijo Angel Rodríguez Se enlistó en la  División Azul una división a cargo de la Alemania Nazi. Después de la Segunda Guerra Mundial su hijo regreso. 
Angel Rodríguez murió a consecuencia de una caída en su casa en 1990. 
Primer director del Centro Coordinador de Bibliotecas de Vizcaya, creado en 1958, la Diputación vizcaína le debe la adquisición de las bibliotecas del marqués de Villarías y la de Gregorio Balparda. Ordenó archivos como los de Valmaseda, Portugalete, Elorrio y Baracaldo, así como los de Calahorra y Santo Domingo de la Calzada, donde estudió la documentación referente al Señorío de Vizcaya. Fue académico correspondiente de la Real Academia de la Historia, vocal de la Comisión de Monumentos de Vizcaya y secretario del Centro de Estudios Históricos de Vizcaya.
Fue autor de Valmaseda en el s. XV y La Aljama de los judíos, Bilbao, 1947, así como de numerosos trabajos en revistas como Vida Vasca, Hidalguía, Vizcaya, Estudios Vizcaínos o el Boletín de la Real Sociedad Vascongada de Amigos del País, entre los que destacan «Bilbao en el s. XV», «La Cerámica de Busturia», «Coscojales y Poza», «De las ferrerías y molinos de Vizcaya», «Estudio de 180 expedientes genealógicos que existen en el Archivo Municipal de Bilbao», «Un Goya desconocido», «Vizcaínos Ilustres», «Bruno Mauricio de Zabala, fundador de Montevideo», «La Iglesia de Santa Ana de Durango», «Testamento del Almirante don Domingo de Bernaola y Urízar», «La iglesia juradera de Santa María la Antigua de Guernica», «El Fuero de Vizcaya a través de las instituciones políticas de la España medieval», «Descripción sumaria de la villa de Lequeitio (1740)» y «Proceso a los labradores de Vizcaya». Autor asimismo de las ediciones (estudios e índices) de la «Historia de Vizcaya», de Guiard, la «Historia General de Vizcaya», de Iturriza y Zabala (Bilbao, 1938), «Antigua Lengua de las Españas» del Licenciado Poza, el «Diccionario de Claros Varones de Vizcaya» de Delmas y el «Índice General del Boletín de la Comisión de Monumentos de Vizcaya», Bilbao, 1944.